# Перламутровка кавказская
Перламутровка кавказская (лат. Boloria caucasica) — вид бабочек из семейства нимфалид. Длина переднего крыла имаго 17—20 мм.

## Происхождение названия
Caucasica (латинский, топонимическое) — кавказский.

## Ареал
Большой Кавказ, Закавказье, Турция. Населяет субальпийскую и частично альпийскую зону Большого Кавказа от высокогорий восточной части Краснодарского края и Адыгеи до Северной Осетии.
Бабочки встречаются на высокогорных увлажнённых лугах и каменистых россыпях субальпийского, альпийского и субнивального пояса, на высоте от 1800 до 2800 метров над уровнем моря, нижние границы лугов альпийского пояса. Обычный вид злаково-разнотравных альпийских сообществ.

## Биология
За год развивается одном поколении. Время лёта: в июне — августе. Не исключается возможность двухгодичного развития. Бабочки сидят на листьях рододендронов и других растений, на прогретых камнях, раскрыв наполовину крылья. Питаются бабочки на горце, ромашке, девясиле. Часто долгое время самец преследует самку, затем начинается характерное «ухаживание» на траве или цветущих растениях. Зимует яйцо. Гусеницы начинают питаться после зимовки в мае — июне. Питаются высокогорными фиалками: фиалкой мелкой (Viola minuta), фиалкой кавказской (V. caucasica), фиалкой горной (V. oreades). Отмечено питание на горце (Polygonum). Ведут скрытный образ жизни — в дневное время прячутся под камнями, кормятся в ночное время. Гусеницы появляются из яиц через 5—7 дней при температуре 24—28 °С. Часть из них начинает кормиться, другие же, по-видимому, забираются в убежища и зимуют.